# Ford Consul Classic
La Ford Consul Classic est une familiale routière qui a été lancée en mai 1961 et construite par Ford Royaume-Uni de 1961 à 1963. Elle était disponible en version berline deux ou quatre portes, en finition Standard ou Deluxe, avec le levier de changement de vitesse au sol ou sur la colonne de direction. Le nom Ford Consul 315 a été utilisé pour les marchés d'exportation. La Ford Consul Capri était la version coupé 2 portes de la Consul Classic, disponible de 1961 à 1964 mais réservée à l'exportation jusqu'en février 1962.
Le moteur quatre cylindres type "Kent" de 1 340 cm3 a été remplacé en août 1962 par un moteur de 1 498 cm3 avec un nouveau vilebrequin à cinq paliers et une nouvelle boîte de vitesses à 4 rapports synchronisés. La direction et la suspension ont reçu des joints «graissés à vie».
La Ford Consul Classic est parfois appelée Ford 109E, bien que ce ne soit que l'un des quatre codes de ce type utilisés pour la Consul Classic, comme détaillé ci-dessous. Les modèles concurrents de l'époque comprenaient l'Hillman Minx et la Singer Gazelle du groupe Rootes.

## Codes usine du modèle Ford Consul Classic
La Ford Consul Classic et la Consul Capri avaient le code usine Ford "109E" pour les modèles de 1961-1962 avec conduite à droite pour le marché domestique ("110E" avec conduite à gauche) avec le moteur de 1 340 cm3, ou le code Ford 116E (117E avec conduite à gauche) pour les modèles de 1962-1963 équipés du moteur de 1 500 cm3. Sur les voitures plus récentes, ces codes distinguent également les boîtes de vitesses et les composants de direction sont sans graissage, ce qui réduit les coûts d'entretien.
Quel que soit le code de référence, toutes les voitures sont restées identiques tout au long de la production de 1961 à 1963. Les seules distinctions visuelles sont le nombre de portes, le niveau d'équipement entre les finitions Standard et Deluxe et la couleur.

## Concept et développement
La Ford Consul Classic a été conçue par Ford Royaume-Uni pour être «adaptée au parking du club de golf», et était, à l'origine, destinée à être lancée plus tôt et durer plus longtemps. Les études de style ont été conduites en 1956 par Colin Neale, s'inspirant fortement du style des modèles américains de Dearborn (Michigan) comme souvent, faisant ressembler la voiture à la Ford Galaxie 500 réduite, depuis la ceinture de caisse jusqu'en bas, surmontée d'une ligne de toit de style Lincoln Continental 3e génération. Le succès de l' Anglia 105E (1959) a mobilisé la majeure partie des capacités de production de l'usine de Dagenham, dans la banlieue de Londres, par la volonté de concurrencer l'Austin Mini. (NDR : l'usine Ford de Halewood n'ouvrira qu'en 1963). À l'aube des années 1960, la gamme Ford comprenait les petites Anglia 105E, Popular et Prefect et les grandes «Trois grâces» : Consul, Zephyr et Zodiac, lancées en 1956, mais aucun modèle de taille moyenne comme la Consul Classic.

## Description
La Ford Consul Classic ressemblait un peu à la petite Ford Anglia 105E, avec la même découpe inversée de la lunette arrière, caractéristique apparue sur la Lincoln Continental de 1958 justifiée par la volonté d'avoir une lunette arrière ouvrante («passage couvert»). Avec quatre phares et un traitement différent de l'avant, elle était plus longue, plus large et donc plus lourde que l'Anglia 105E. En fait, depuis la ligne de ceinture jusqu'en bas, la carrosserie était une version réduite de la grande Ford Galaxie américaine. À l'intérieur, les sièges avant séparés et la banquette arrière avaient un revêtement standard en simili cuir, la finition cuir était disponible en option. Le client avait le choix de la position du levier de changement de vitesse sur le plancher ou sur la colonne de direction. Des variantes de peinture à un ou deux tons étaient proposées. Plusieurs innovations, inhabituelles pour l'époque, mais devenues courantes plus tard, sont apparues comme les clignotants dans les phares (déjà montés sur de nombreuses Ford Continental) et les essuie-glaces à vitesse variable. La capacité du coffre (595 litres) était exceptionnellement grande, avec un puits pour la roue de secours latérale.

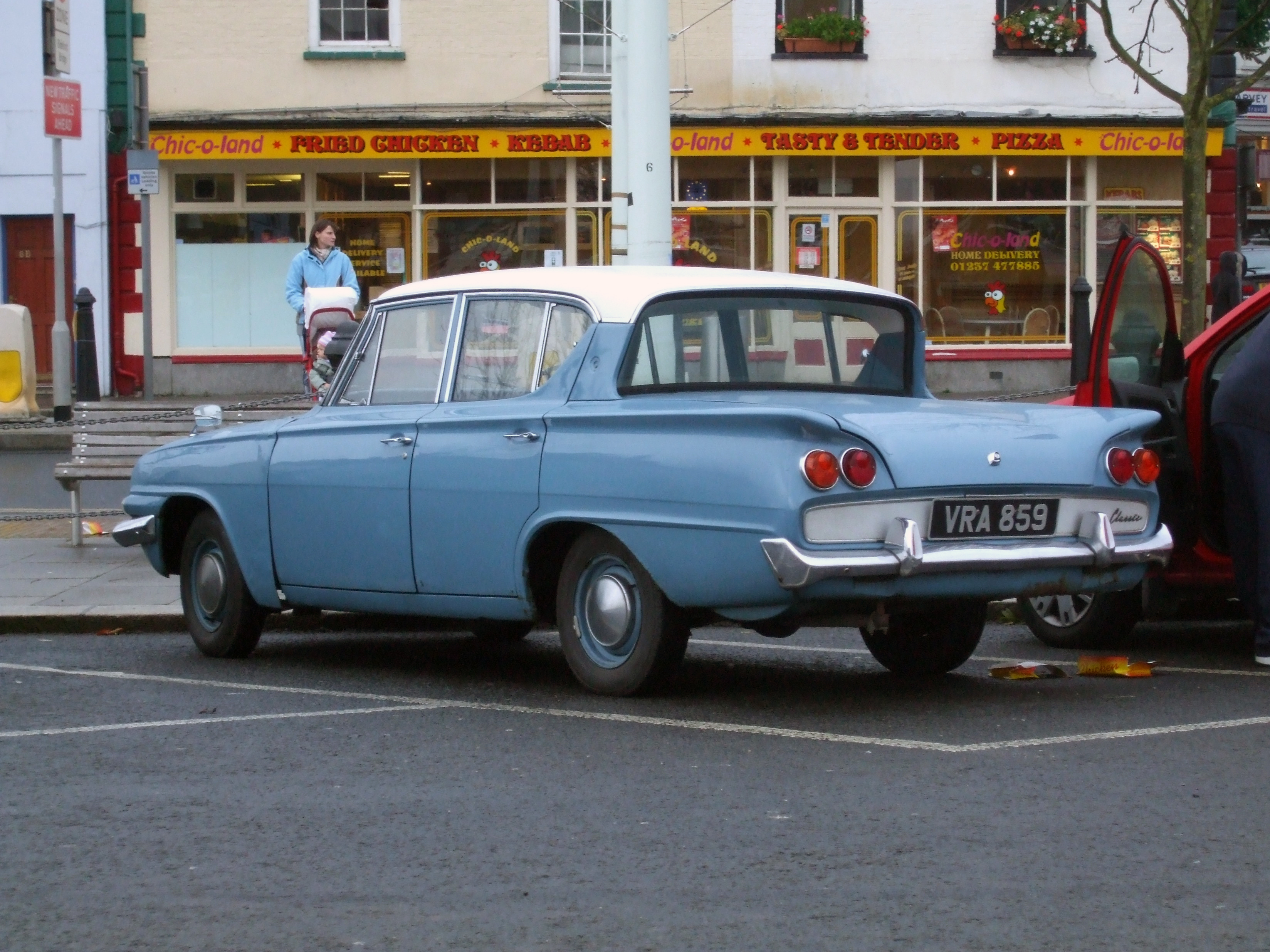
Vue arrière version 4 portes
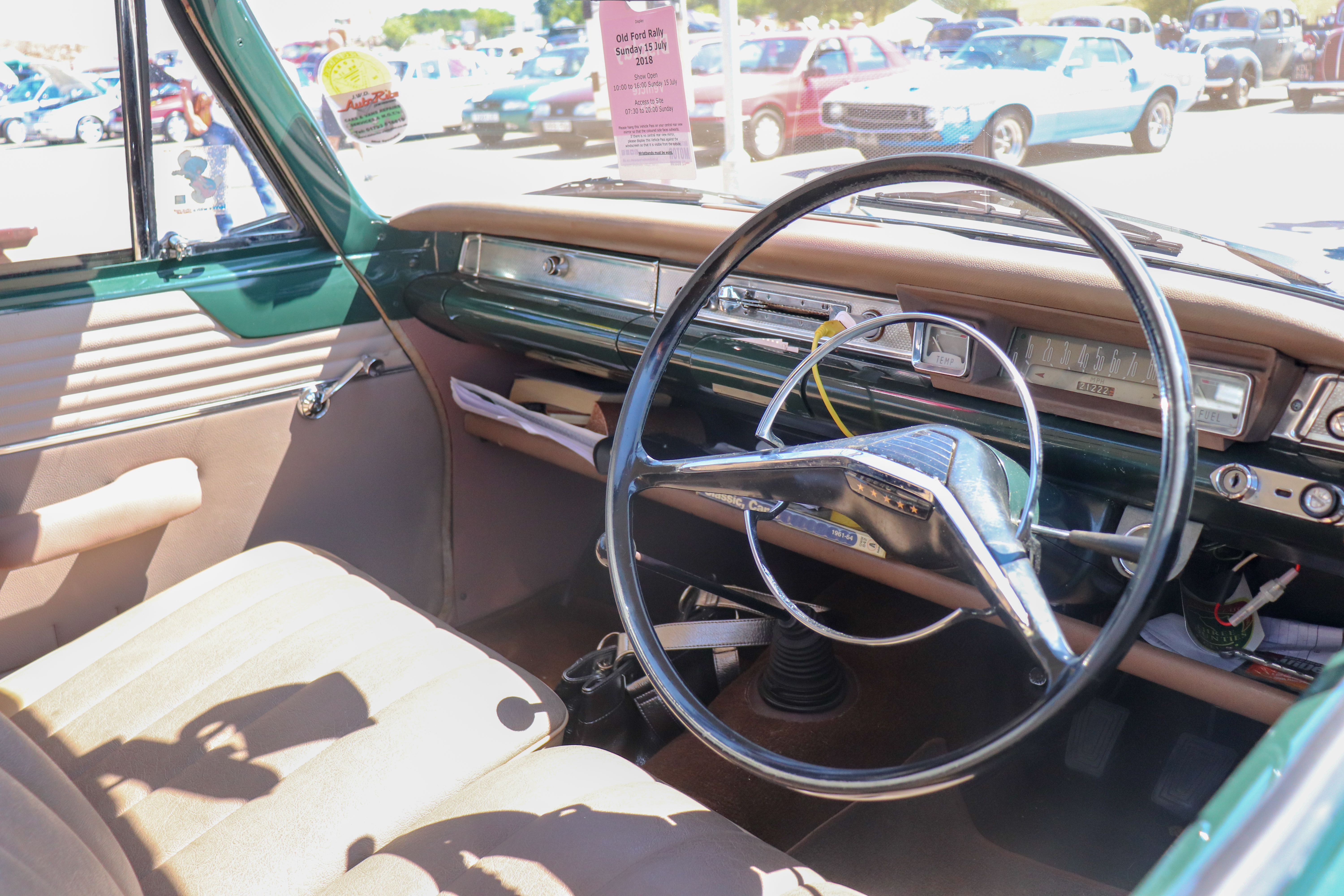
Tableau de bord Ford Consul Classic 1.5 (1961)
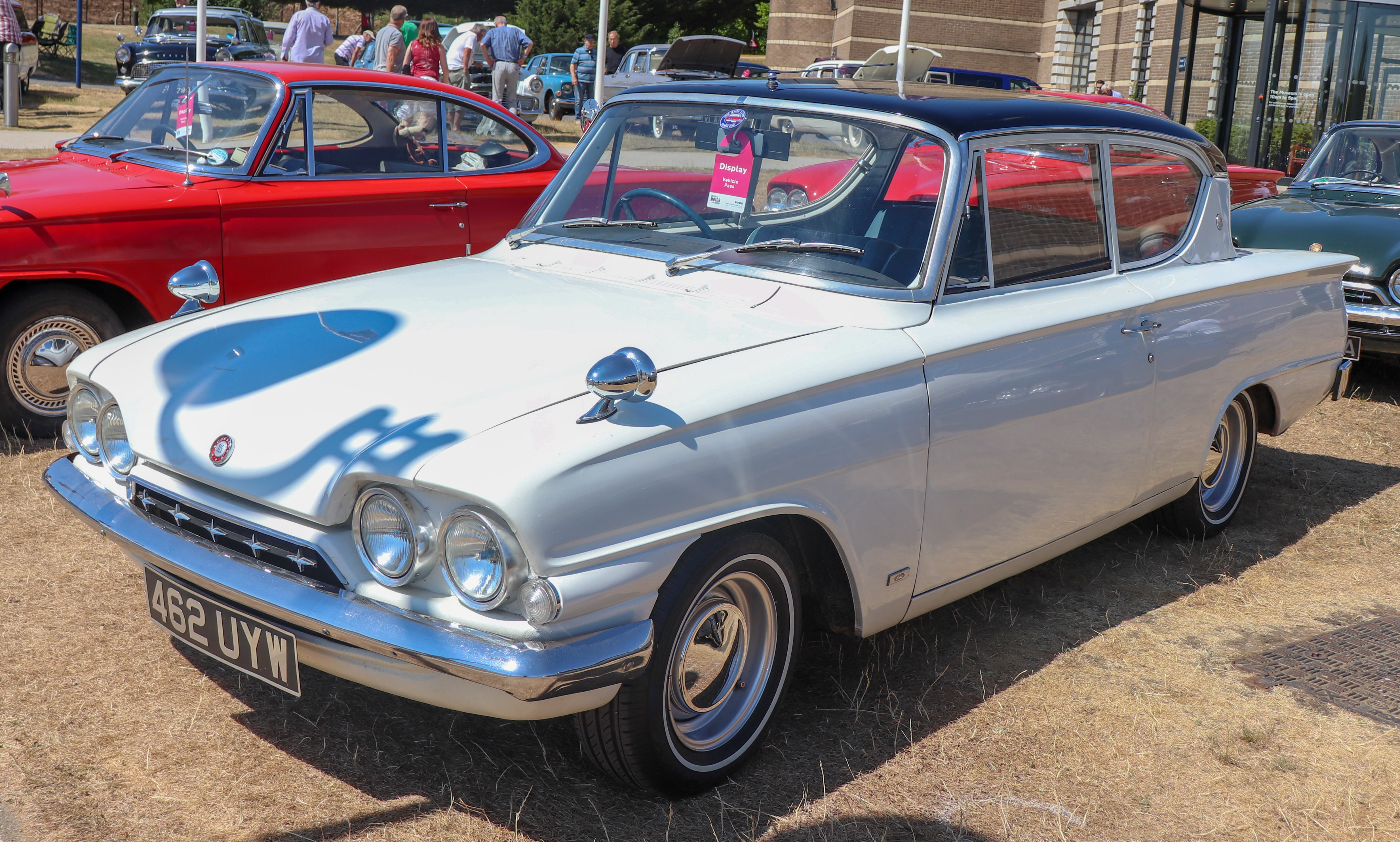
Vue avant version 3 portes (1962)
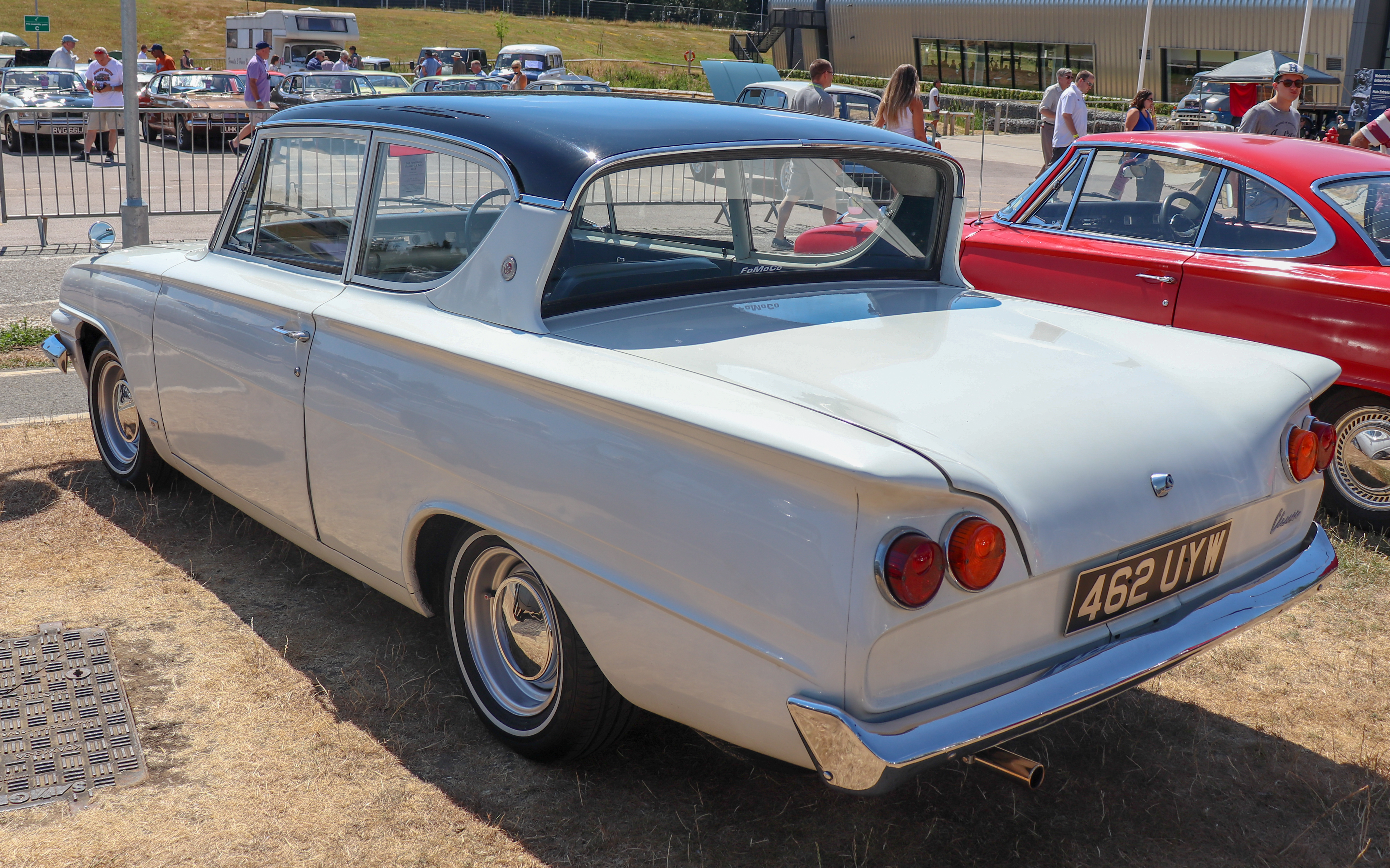
Vue arrière version 3 portes (1962)

La Ford Consul Classic était également mécaniquement similaire à l'Anglia 105E et utilisait des versions légèrement plus grandes du moteur Kent de 1 340 cm3 puis de 1 498 cm3 à partir de 1962. La voiture avait équipée de freins à disques à l'avant de 240 mm et d'une boîte de vitesses à quatre rapports. Les premiers exemplaires disposaient uniquement des trois rapports supérieurs synchronisés. Avec l'introduction de la version 1 498 cm3, la boîte de vitesses verra ses quatre rapports synchronisés. La suspension était indépendante à l'avant avec des jambes de force MacPherson, et à l'arrière, on trouvait un essieu rigide et des ressorts à lames semi-elliptiques. Un essayeur a écrit que "la chose la plus impressionnante à propos de la Classic est probablement sa tenue de route".

## Performances
Une voiture testée en 1961 par le magazine The Motor a atteint une vitesse de pointe de 126,2 km/h, une accélération de 0 à 100 km/h en 22,6 secondes et une consommation de carburant de 8,6 litres aux 100 km a été enregistrée. La voiture d'essai était une version Deluxe 4 portes coûtant 801 £ taxes comprises. Le prix du modèle Classic de base avec deux portes et le même moteur n'était que de 745 £ taxes comprises.

## Production
Seules 111.225 berlines Consul Classic ont été produites. C'est un très faible volume de production selon les normes de Ford. Cela signifie clairement que la clientèle n'a pas apprécié le modèle et son style controversé.

## Remplacement
La Ford Consul Classic était une voiture complexe et chère à produire. Elle a été remplacée en 1963, seulement deux ans après son lancement, par les Cortina et Corsair (une Cortina à empattement allongé).

## Curiosité
Le concessionnaire Ford "Hughes Limited" à Nairobi, au Kenya, a converti 17 berlines en break. L'un de ces véhicules a été importé au Royaume-Uni et existe toujours dans le sud-est de l'Angleterre à ce jour.

## Ford Consul Capri
La Ford Consul Capri était une version coupé deux portes de la berline Consul Classic fabriquée par Ford Royaume-Uni. Le projet de la Capri était nommé "Sunbird" et reprenait des éléments de conception des modèles Thunderbird et Galaxie Sunliner. Le projet a été initié par Sir Horace Denne, directeur des ventes à l'exportation de Ford. Il voulait une voiture «co-répondant» pour ajouter du glamour à la gamme proposée par Ford Royaume-Uni. Elle a été conçue par Charles Thompson, sous la direction de Colin Neale, sur la base de la berline.
Lors de son lancement au Salon de l'automobile de Francfort en septembre 1961, la Consul Capri était seulement disponible avec conduite à gauche pour les marchés d'exportation. Elle ne sera produite avec conduite à droite et commercialisée sur le marché intérieur britannique qu'en janvier 1962. Les carrosseries étaient produites par Pressed Steel Company et seul l'assemblage final de la transmission était réalisé dans l'usine Ford de Dagenham puis à Halewood, à partir de février 1963. Elle faisait partie de la gamme des Ford Consul Classic, mais la carrosserie était complexe et coûteuse à produire. Avec les méthodes de production encore manuelles et la nécessité de rivaliser avec les prix des modèles concurrents, les Ford Consul Classic et Capri étaient vouées à l'échec dès le départ.
La Consul Capri bénéficiait des mêmes caractéristiques que la Ford Classic Deluxe, quatre phares, essuie-glaces à vitesse variable, freins à disque avant de 240 mm, éclairage du tableau de bord à intensité variable et allume-cigare et du choix de la position du levier de changement de vitesses sur la colonne de direction ou au plancher. Elle a été déclarée «La première voiture personnelle de Ford Royaume-Uni» (Ford GB, documentation commerciale, décembre 1961).

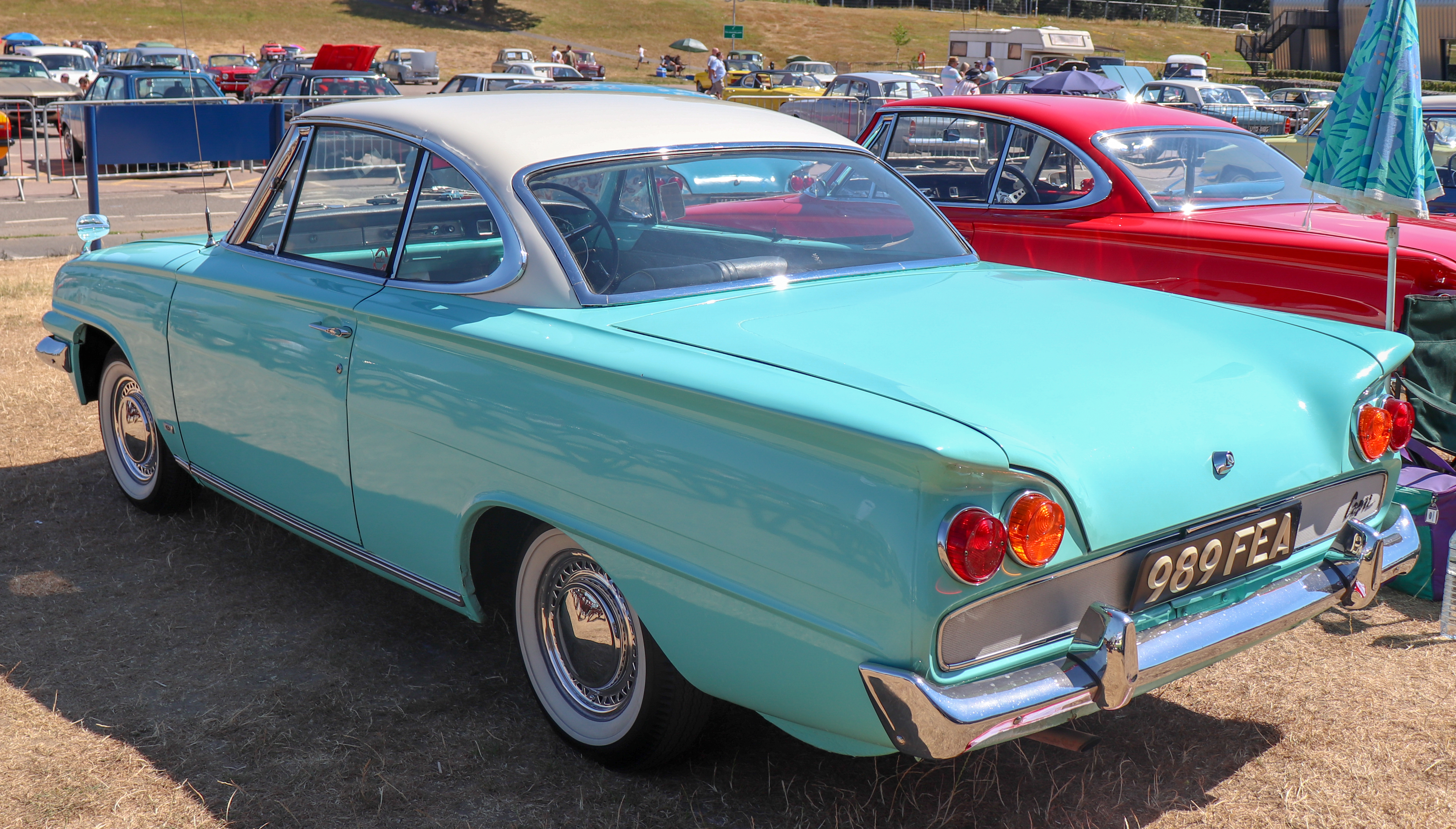
Consul Capri vue de l'arrière

Initialement équipées du même moteur à trois paliers de 1 340 cm3 (modèle 109E) que la berline. Comme la berline, la première série de voitures était considérée comme sous-alimentée et souffrait d'une défaillance prématurée du vilebrequin. La cylindrée du moteur a été portée à 1 498 cm3 en août 1962 (modèle 116E) équipé d'un nouveau vilebrequin à cinq paliers. Les 200 premières Consul Capri étaient des voitures à conduite à gauche destinées à l'exportation, notamment pour l'Europe et l'Amérique du Nord. En Allemagne, au Salon de l'automobile de Francfort de 1961, Ford a vendu 88 Capri.
En février 1963, une version GT (116E) a été lancée. Le moteur Ford, revisité par Cosworth, présentait un taux de compression élevé à 9:1, une culasse modifiée avec des soupapes d'échappement plus grandes, un collecteur d'admission en aluminium, un collecteur d'échappement à quatre branches et surtout, un carburateur Weber double corps, première utilisation de cette marque sur une voiture de production britannique. Ce moteur a été utilisé dans la Ford Cortina, lancée en avril 1963. La Consul Capri a été la première Ford à utiliser le terme «GT» pour désigner un modèle sportif.
Dans l'ensemble, la voiture était très chère à produire et, durant les derniers mois de sa commercialisation, avait comme concurrente la très populaire Cortina GT. Les ventes ont été très décevantes et la Consul Capri a été retirée de la vente après deux ans et demi avec 18 716 exemplaires vendus, dont 2.002 GT. Le modèle Capri (335) a été abandonné en juillet 1964 mais reste une des voitures les plus rares jamais construites par Ford au Royaume-Uni.
Une Capri a été testée par le magazine britannique The Motor en 1962 et avait une vitesse maximale de 127,1 km/h avec une accélération 0–100 km/h en 23 secondes. Une consommation de carburant de 8,4 litres aux 100 km a été enregistrée. La voiture d'essai coûtait 915 £, taxes comprises.

### Les motorisations de la Ford Consul Capri 335[12]
- Consul Capri 109/110E - septembre 1961 - août 1962 - moteur 1 340 cm3 54 ch DIN. Ce moteur, (modèle 109E), a dès l'origine été considéré d'une puissance très insuffisante et souffrait d'une défaillance prématurée du vilebrequin sur 3 paliers. Dès le mois d'août 1962, la cylindrée a été portée à 1 498 cm3 (modèle 116E) avec un nouveau vilebrequin sur 5 paliers.
- Consul Capri 116/117E - juillet 1962 - septembre 1963 - moteur 1 498 cm3 60 ch DIN,
- Consul Capri 116E GT - février 1963 - juillet 1964 - moteur 1 498 cm3 76 ch DIN développé par Cosworth avec 1 carburateur Weber double corps - 2 002 exemplaires.

Au total, 18.716 Capri ont été produites (y compris 2.002 Capri version "GT").

## La renaissance de la Ford Classic
Article principal: Ford Fiesta

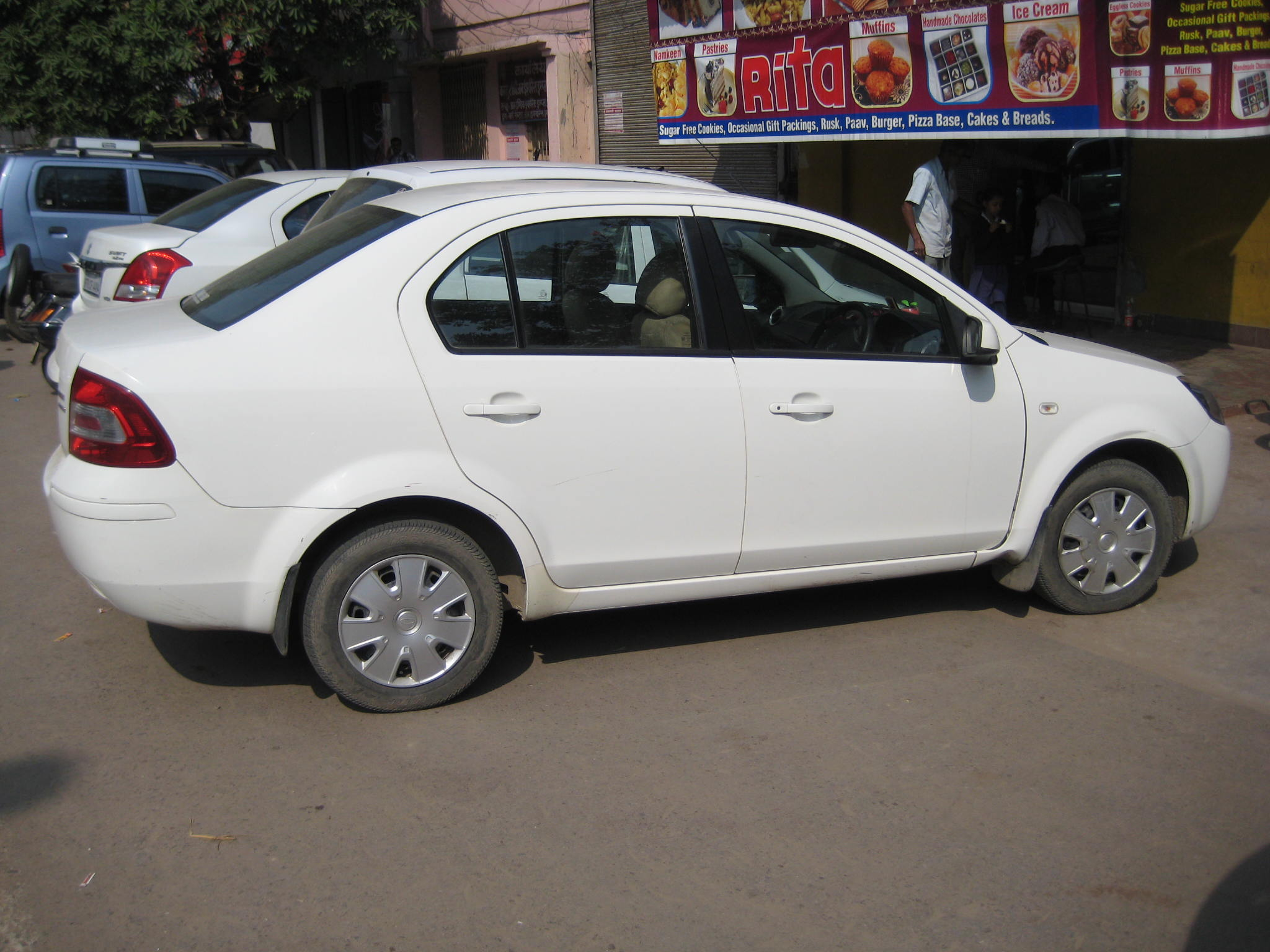
Ford Fiesta Classic India (2012)

En juillet 2012, le nom "Ford Classic" est réapparu lorsque Ford India (en) a renommé le modèle "Ford Fiesta Classic", lancé en avril 2011, qui était en fait une Ford Fiesta Mark V trois volumes, en "Ford Classic".